# Chór Akademicki Collegium Medicum UMK
Chór Akademicki Collegium Medicum UMK im. Ludwika Rydygiera w Bydgoszczy – polski chór mieszany, będący częścią kulturalnej działalności Collegium Medicum Uniwersytetu Mikołaja Kopernika w Bydgoszczy.

## Charakterystyka
Członkami zespołu są przeważnie studenci dwóch wydziałów uczelni kształcącej medyków: Lekarskiego i Farmaceutycznego. Misją chóru jest przede wszystkim udział w uroczystościach uczelni oraz udział w koncertach i imprezach chóralnych w Bydgoszczy, regionie i za granicą.

## Historia
Chór powstał jako zespół kameralny w 1985 r. pod dyrekcją Hanny Wieczór. W 1989 r. dyrygentem został profesor Janusz Stanecki – chórmistrz i pedagog. Od drugiej połowy lat 80. uczestniczył w życiu kulturalnym Bydgoszczy i regionu, a także brał udział w konkursach chóralnych w kraju i za granicą. Koncertował m.in. w Niemczech, Francji, Włoszech, Holandii, Szwajcarii.

## Wybrane nagrody i wyróżnienia
W latach 1990 i 1991 chór występował na Ogólnopolskim Festiwalu Pieśni Religijnej w Rumi, zdobywając tam wyróżnienie. Pozytywne recenzje prasowe uzyskał na Międzynarodowym Festiwalu Chóralnym w Montreux w Szwajcarii (1992). Dwukrotnie brał udział w Gali Piosenki Biesiadnej wraz z orkiestrą Zbigniewa Górnego (1994,1995). W 1995 r. zespół odbywał tournée koncertowe we Włoszech, połączone z udziałem w Międzynarodowym Festiwalu Chóralnym w Nuore, gdzie uzyskał opinię jednego z najlepszych zespołów. W następnym roku uczestniczył w Międzynarodowych Festiwalach Chóralnych w Giarre, Palermo i Messynie we Włoszech. Kolejne sukcesy to I nagroda w kategorii chórów mieszanych podczas Międzynarodowego Konkursu Chóralnego w Fivizzano we Włoszech (1999), uczestnictwo w Międzynarodowych Festiwalach Chóralnych w Hiszpanii (2001) i Loreto (Włochy, 2002).